# Error de formato
Error de formato es un concepto en la informática que describe el problema de crear o generar la raíz o sistema de archivos de un sistema operativo. Este problema se debe principalmente a problemas en el hardware, por falta de mantenimiento o por el desgaste generado por el uso intensivo del dispositivo.